# Ernesto Piga Carbone
Ernesto Piga Carbone (født 12. juli 1976) er en dansk skuespiller, der er uddannet ved Odense Teater i 2004.
Ernesto Carbone har chilenske rødder, idet hans forældre flygtede fra militærstyret i 1970'erne. Han er hovedperson i dokumentarfilmen I Danmark er jeg født.., der handler om rodløshed.
Carbone har blandt andet opført stykkene En dag i Helmand af Carsten Jensen og Johan Padan opdager Amerika af Dario Fo på Bornholms Teater i henholdsvis 2010 og 2015, samt medvirket i Vinger af Joan Rang Christensen på Teater Grob i 2016.
Han har også medvirket i enkelte film- og tv-produktioner.

## Filmografi
- Peter Pix (børnetv-serie, 2013)
- Inderst inde (stemme i tegnefilm, 2015)
- Fuglene over sundet (2016)
- Bedrag (afsnit 18, 2016)